# Газопереробний завод Зейт-Бей
Газопереробний завод Зейт-Бей — інфраструктурний об'єкт нафтогазової промисловості Єгипту, споруджений для роботи з продукцією родовищ Суецької затоки.
У 1983 році в Суецькій затоці компанія-оператор SUCO почала розробку нафтового родовища Зейт-Бей, під час якої  отримували значні обсяги попутного газу. Для монетизації цього ресурсу ввели в дію газопереробний завод, що станом на середину 2000-х міг приймати для переробки 2,5 млн м3 газу на добу та вилучати 3400 барелів конденсату і 500 тон зрідженого нафтового газу (ЗНГ, пропан-бутанова фракція).
Окрім однойменного родовища, ГПЗ Зейт-Бей також обслуговує нафтові родовища Ашрафі (компанія-оператор Agiba, виробничий майданчик розміщений бік у бік з ГПЗ), Іст-Зейт (компанія-оператор Zeitco, майданчик розташований за кілька кілометрів від ГПЗ), Гемса (компанія-оператор Gempetco, її майданчик сполучений із ГПЗ Зейт-Бей трубопроводом завдовжки біля трьох з половиною десятків кілометрів) та блок North West Gemsa (компанія-оператор Petroamir, в 2013-му проклали газопровід довжиною 16 км з діаметром  300 мм).
ЗНГ та конденсат можуть вивозитись через термінал Рас-Зейт, який має один причал для перевалки ЗНГ та винесену у море завантажувальну станцію для великих танкерів.
Видача товарного газу відбувалась до трубопровідної системи Рас-Шукейр – Суец по перемичці завдовжки 37 км з діаметром 400 мм. В 2012-му зазначену перемичку реверсували для отримання товарного газу із газопереробного заводу Рас-Шукейр, на який, в свою чергу, перенаправили частину «жирного» (до вилучення гомологів метану) газу з ГПЗ Зейт-Бей через новий маршрут із використанням існуючої інфраструктури компаній-операторів Agiba та GUPCO. При цьому варто відзначити, що в 2007-му повз Зейт-Бей пройшов газопровід Рас-Шукейр – Хургада.